# Confusion (droit civil)
Pour les articles homonymes, voir Confusion.
En  droit civil, la confusion est la réunion sur une même tête de deux qualités, celle de débiteur et celle de créancier, pour une même dette.

## Droit français
En droit français, on doit se référer  1349 du Code civil français.
C'est le cas lorsqu'une personne était débitrice d'une autre personne qui vient de décéder et dont elle devient l'héritière. En héritant, elle récupère l'actif et le passif de la personne décédée et devient son propre créancier. Cette confusion entraîne l'extinction de la dette.
Toutefois, l'article 1349-1 du code civil dispose que " Lorsqu'il y a solidarité entre plusieurs débiteurs ou entre plusieurs créanciers, et que la confusion ne concerne que l'un d'eux, l'extinction n'a lieu, à l'égard des autres, que pour sa part. Lorsque la confusion concerne une obligation cautionnée, la caution, même solidaire, est libérée. Lorsque la confusion concerne l'obligation d'une des cautions, le débiteur principal n'est pas libéré. Les autres cautions solidaires sont libérées à concurrence de la part de cette caution. "

## Droit québécois
En droit québécois, la confusion est définie à l'article 1683 du Code civil du Québec. Cet article se lit comme suit:  « La réunion des qualités de créancier et de débiteur dans la même personne opère une confusion qui éteint l’obligation. Néanmoins, dans certains cas, lorsque la confusion cesse d’exister, ses effets cessent aussi ».
La confusion peut trouver application lors d'un décès quand le débiteur hérite de son créancier, de même que lors de fusions de sociétés.